# Bothamia demeilloni
Bothamia demeilloni är en tvåvingeart som beskrevs av Meiswinkel 1987. Bothamia demeilloni ingår i släktet Bothamia och familjen svidknott. Inga underarter finns listade i Catalogue of Life.